# Mischmetal
Mischmetal é uma mistura de elementos de transição interna (família dos elementos Lantanídeos ou Lantanóides na tabela periódica), normalmente composta por Ce (Cério), associado a La (Lantânio), Nd (Neodímio), Pr (Praseodímio) e outros, nas proporções em que ocorrem naturalmente nos minérios.
É utilizado desde o início do século XX numa liga de aproximadamente 65%Mischmetal e 35%Fe (Ferro) para a confecção de pedras-de-isqueiro. Esta invenção deve-se ao químico austríaco Auer Von Welsbach e a liga é chamada de Ferrocério ou Auermetal.
Na indústria metalúrgica, o Mischmetal é utilizado em processos de remoção de impurezas do aço.